# Colonia Flores García
Colonia Flores García är en ort i Mexiko.   Den ligger i kommunen Sombrerete och delstaten Zacatecas, i den centrala delen av landet, 700 km nordväst om huvudstaden Mexico City. Colonia Flores García ligger 2 225 meter över havet och antalet invånare är 969.
Terrängen runt Colonia Flores García är kuperad åt sydost, men åt nordväst är den platt. Runt Colonia Flores García är det glesbefolkat, med 16 invånare per kvadratkilometer. Närmaste större samhälle är Benito Juárez, 7,1 km öster om Colonia Flores García. Omgivningarna runt Colonia Flores García är i huvudsak ett öppet busklandskap.